# Гай Ацилий Глабрион
Гай Аци́лий Глабрио́н (лат. Gaius Acilius Glabriō; умер после 155 года до н. э.) — древнеримский политический деятель и историк из плебейского рода Ацилиев, народный трибун 197 года до н. э.

## Биография
Гай Ацилий был первым известным представителем рода Ацилиев и основателем ветви Глабрионов. В 203 году до н. э. Глабрион был назначен квестором. В 197 году до н. э. стал народным трибуном. В свой трибунат Глабрион выдвинул предложение основать пять новых колоний на западном побережье Италии для того, чтобы восстановить потери, нанесённые Ганнибалом в годы войны.
Глабрион был переводчиком во время прибытия афинского посольства в Рим в 155 году до н. э. Предположительно, в это же время он стал сенатором. Известный биограф Плутарх называет его выдающимся человеком. 
Известно, что Глабрион написал на греческом языке историю Рима от самого раннего периода до современных ему времён, опубликованную в 142 году до н. э. Позже она была переведена на латинский язык неким Клавдием (по-видимому, Клавдием Квадригарием), но об этом точно ничего не известно. Однако она дошла до наших дней лишь в незначительных отрывках. Из этих фрагментов можно сделать вывод, что Глабрион много внимания уделял вопросу происхождения римского народа, а также церемониям и культурным традициям древних римлян.